# Vector Motors Corporation
Die Vector Motors Corporation war ein US-amerikanischer Sportwagenhersteller, der ab 1978 bestand, infolge wiederholter finanzieller Probleme danach aber mehrfach den Eigentümer gewechselt und die Firma geändert hat. 2021 endete die Vermarktung. Die ursprüngliche Vehicle Design Force ging auf Gerald Wiegert und Lee Brown zurück; Letzter war seinerzeit Inhaber der Precision Auto Inc. in Kalifornien. Wiegert war verantwortlich für das Design, Brown für technische Fragen. Brown zog sich bereits nach der Vorstellung des ersten Prototyps aus der Vehicle Design Force zurück, und Wiegert machte allein weiter. Die Vector-Fahrzeuge wurden ausnahmslos von Hand gefertigt und waren entweder Prototypen, Einzelstücke oder Kleinstserienmodelle. Insgesamt wurden über die Jahre und alle Baureihen hinweg weniger als 40 Fahrzeuge hergestellt und etwa 30 davon verkauft. Alle im Privatbesitz befindlichen Vector existieren noch.

## Hintergrund

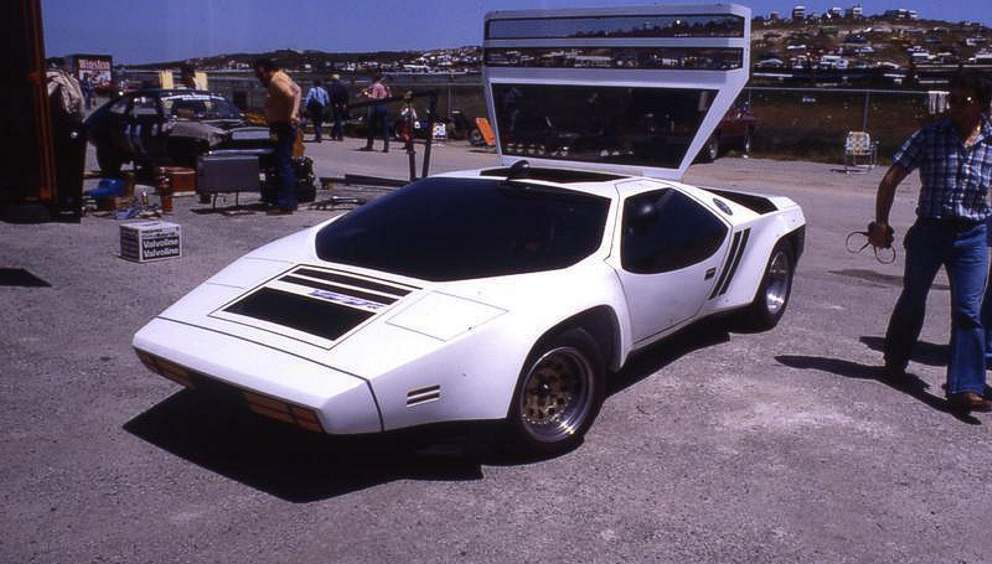
Vector-Prototyp von 1979. Aus diesem Wagen entstand der spätere W2.

Die Geschichte des Vector begann Anfang der 1970er-Jahre: Gerald „Jerry“ Wiegert, ein gelernter technischer Zeichner, der seine Ausbildung bei General Motors absolviert und den Konzern im Streit verlassen hatte, wollte einen rein amerikanischen Sportwagen bauen, der komplett in den USA gefertigt werden und ausschließlich dort gebaute Komponenten verwenden sollte. Das Auto, das Wiegert als „Starfighter für die Straße“ bezeichnete, sollte schneller und besser als alle amerikanischen Fahrzeuge sein und zudem auch europäische Sportwagen übertreffen. Dieser Intention entsprechend, verwendete Wiegert bei der Firma seines Unternehmens und später auch in Vector-Publikationen demonstrativ Terminologien aus der Luftfahrt.
Der Prototyp des Vector tauchte über ein Jahrzehnt lang immer wieder in verschiedenen Fachzeitschriften und Berichten auf. Ungeachtet regelmäßiger Medienpräsenz wurde das Projekt jedoch kein wirtschaftlicher Erfolg. Die Medienpräsenz des Vector W2 führte dazu, dass man den Namen Vector meist nur mit diesem einzigen Fahrzeug verbindet. Daher wird auch oft nicht etwa von „einem“ Vector, sondern von „dem“ Vector gesprochen.

## Die Technik des Vector

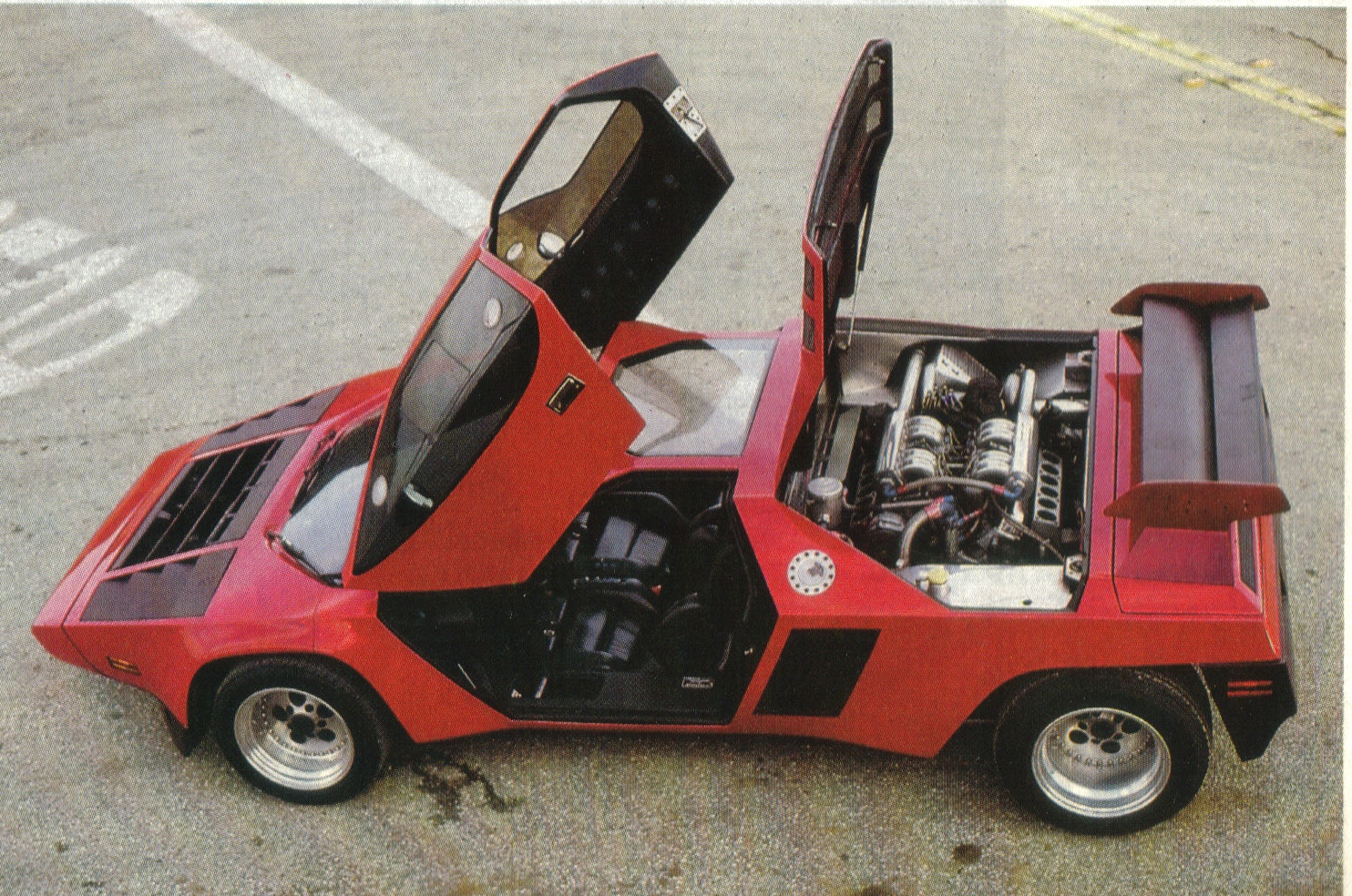
Vector W2, 1983

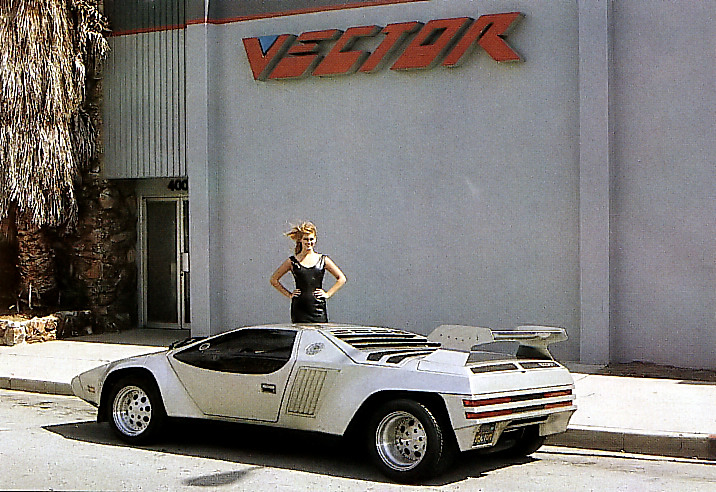
1984 lackierte Wiegert den Wagen silber. Schön zu erkennen ist die geänderte Anordnung der Rückleuchten, die in dieser Form bis zum letzten W8 beibehalten wurde. Das Bild zeigt die Firmenzentrale im Gewerbegebiet von Wilmington.

### Chassis und Karosserie
Im Gegensatz zu vielen anderen Sportwagen hatte der Vector keine selbsttragende Karosserie. Stattdessen ruhte sie auf einem Gitterrohrrahmen aus Chrommolybdän-Stahl, der mit hochfesten Aluminiumpaneelen beplankt war und gleichzeitig als Überrollkäfig diente. Dadurch wurde der Wagen extrem verwindungssteif. Die Verbindung zwischen dem Rohrrahmen und dem Monocoque-Element stellten Epoxidharze und Edelstahlnieten her, der Boden der Fahrgastzelle war eine stabile und verwindungssteife Wabenstruktur aus Aluminium. Die gesamte Chassis-Einheit wog 160 Kilogramm, die darauf befestigte, aus mit Kohlenstoff- („Carbon“) und Aramidfasern („Kevlar“) verstärktem Kunststoff bestehende Karosserie 45 Kilogramm. Der Unterboden war durchweg glatt. Das führte jedoch dazu, dass der Vector, insbesondere die Baureihe W8, bei hohen Geschwindigkeiten an der Vorderachse sehr leicht wurde und die von der Leistung her mögliche Höchstgeschwindigkeit wegen der fehlenden Bodenhaftung kaum zu erreichen war. Bei späteren Modellen veränderte man die aerodynamischen Eigenschaften des Unterbodens, um die Bodenhaftung zu verbessern.

### Motor und Kraftübertragung
Der Motor war ein Donovan-V8 auf Basis des Chevrolet 5,7-Liter-Small-Block, der sowohl in Pick-Ups als auch der Corvette zum Einsatz kam und von Wiegert mit einem wassergekühlten Doppel-Turbolader des Typs H3 von Garrett AiResearch ausgestattet wurde. Der Motorblock wurde von IMSA-Ausstatter Rodeck bearbeitet, die Zylinderköpfe waren Einzelanfertigungen von Brownfield und Kurbelwellen, Pleuel und Kolben wurden vom Rennsportzulieferer Carillo geschmiedet.
Zu den Motorleistungen gibt es unterschiedliche Angaben. Wiegert behauptete, der Motor leiste bis zu 1500 PS, Tests verschiedener Fachzeitschriften bestätigten diesen Wert allerdings nicht. Danach lag die Motorleistung zwischen 450 und 600 PS; das Drehmoment belief sich auf 846 Nm. Die Höchstgeschwindigkeit lag nach Werksangabe bei 389 km/h, was dem Vector zeitweise einen Eintrag im Guinness-Buch der Rekorde verschaffte. Auch hier gab es keine unabhängige Bestätigung. Bei diversen Tests wurde eine Höchstgeschwindigkeit von 290 bis 300 km/h erreicht. Ein Test in Europa kam nicht zustande: Bei einem am 30. September 1981 vom deutschen Importeur Auto Becker organisierten Vergleichstest auf dem Kölner Flughafen, bei dem der Vector gegen einen De Tomaso Pantera, einen Ferrari 512 BB einen Lamborghini Countach S und einen Porsche 930 Turbo antreten sollte, blieb er nach einem durch Kabelbrand verursachten Feuer im Motorraum stehen. Der Test wurde nie wiederholt.
Als Kraftübertragung diente anfänglich eine Dreigangautomatik, die wahlweise auch manuell zu bedienen war. Im W2 war sie links vom Fahrer angeordnet. Der spätere M12 hatte hingegen ein konventionelles Schaltgetriebe mit mittig angeordneter, offener Schaltkulisse.
Obwohl insbesondere der W8 mit Motor- und Getriebeproblemen zu kämpfen hatten, hat der W2 zwischen 1978 und 1990 weit über 100.000 Meilen (40.000 davon alleine bis 1981) absolviert. Damit gilt er trotz allem als das bisher zuverlässigste und alltagstauglichste Conceptcar.

### Design und Innenraum

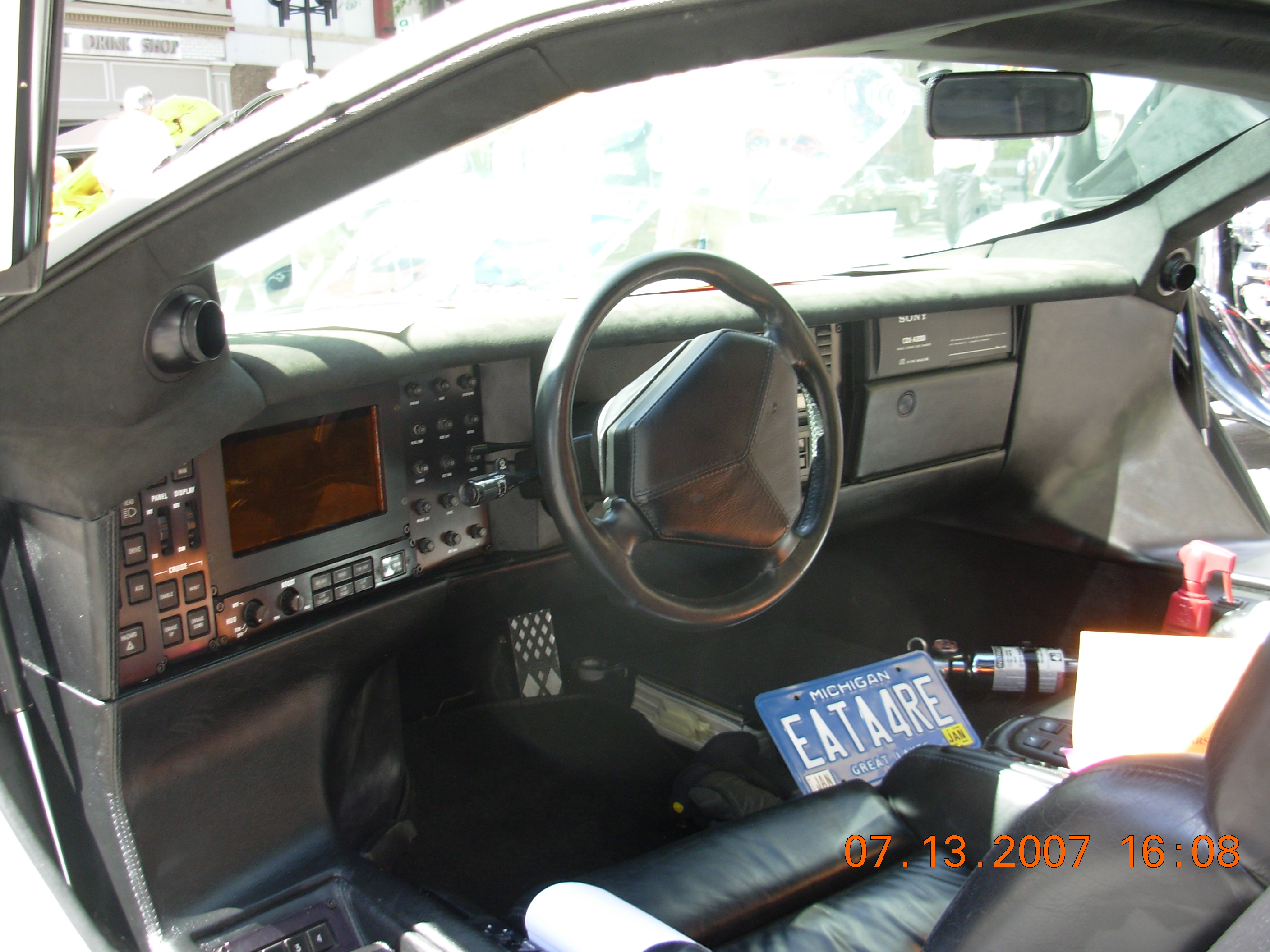
Cockpitansicht des W8. Links neben dem Lenkrad ist deutlich das Multifunktionsdisplay zu erkennen.

Wiegert bezeichnete das Design des Vector als einzigartig, konzeptionell folgte es aber dem seit den späten 1960er-Jahren üblichen Muster italienischer Mittelmotorsportwagen. Insbesondere die nach oben schwenkenden Scherentüren erinnerten an den Lamborghini Countach.
Im Cockpit dominieren glatte Flächen. Im W2 gab es aufgrund der seitlichen Anordnung des Getriebes keinen Mitteltunnel. Der Platzgewinn eröffnete die Möglichkeit, den Wagen mit einem dritten Sitz in der Mitte auszurüsten. Diese Option wurde für den W8 zu einem Aufpreis von 5950 $ angeboten, tatsächlich aber bei keinem Exemplar realisiert.
Der Vector war mit aufwendiger Elektronik ausgerüstet. Ein sogenanntes Head-Up-Display, das die wichtigsten Daten von innen auf die Frontscheibe in den Sichtbereich des Fahrers projizierte, erinnerte konzeptionell an Flugzeuge. Allerdings funktionierte das System beim W2 nur theoretisch, erst im W8 konnte der Fahrer dieses System benutzen. Aufgrund eines Werbevertrags mit Blaupunkt wurde der W2 mit über einem Dutzend Lautsprechern ausgestattet, von denen jedoch nachweislich nicht alle angeschlossen wurden. Anstelle eines Zündschlosses wurde der Wagen durch Eingabe eines Zahlencodes gestartet. Die Tastatur war links neben dem Fahrer in der Mulde des Automatikwählhebels angebracht. Viele der verwendeten Cockpitkomponenten des späteren W8 kamen aus amerikanischen Militärbeständen: Einige der eingebauten Teile stammen aus einer F-16 von General Dynamics, die verstellbaren Luftdüsen und Drucksicherungen steuerte Northrop Corporation bei – diese tun auch in der F/A-18 ihren Dienst. Das Multifunktionsdisplay, das im W8-Cockpit links von der Lenksäule angebracht ist, stammt ursprünglich aus einem M1-Abrams-Kampfpanzer. Ebenfalls exklusiv waren die elektrisch verstellbaren Recarositze.

## Die Anfänge, vom Konzept zum W2

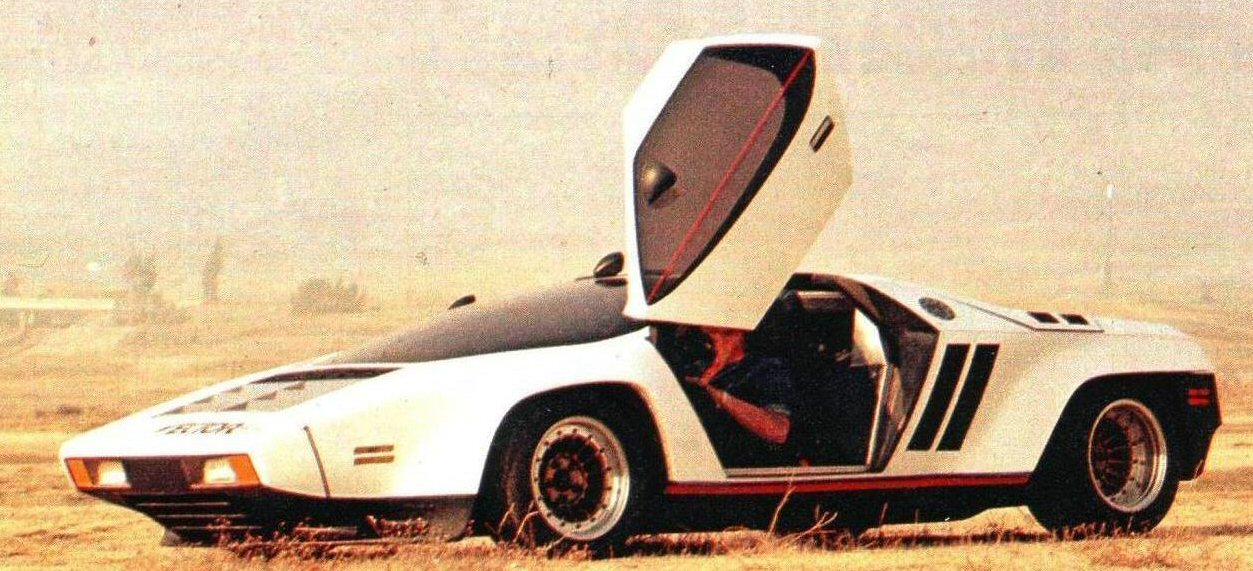
Eine der ersten Testaufnahmen des Vector. In diesem Stadium waren die Außenspiegel noch "Außen"-spiegel (sogar auf dem Dach). Später wurden sie auf der Innenseite der Scheiben angebracht.

Den ersten Prototyp des Vector konnte man bereits 1972 auf der L.A. Motorshow begutachten, im April des gleichen Jahres war die Designskizze auf der Titelseite der US-amerikanischen Zeitschrift "Motor Trend" abgebildet. Eine Typenbezeichnung gab es damals noch nicht, ebenso wenig einen Motor oder ein Fahrwerk, der Wagen war eine reine Designstudie. Wiegerts und Browns Vorstellungen für eine spätere Motorbestückung hatten folgende Eckdaten: 2 Liter Hubraum, 4 Zylinder, etwa 250 PS und eine Höchstgeschwindigkeit von um die 270 km/h. Der geplante Verkaufspreis sollte bei 7500 $ liegen. Ursprünglich hatte Wiegert also vor, einen durchweg bodenständigen und bezahlbaren zweisitzigen Sportwagen zu bauen. Hintergrund war, dass der Vector eigentlich deutlich günstiger zu haben sein sollte als die Corvette. Die grundlegenden technischen Zeichnungen hatte Wiegert bereits gemacht, als er noch für General Motors tätig war – dort wollte man von seinem Konzept aber nichts wissen. Wiegert, der zu dem Zeitpunkt überzeugter Porschefahrer war (einer der Gründe, warum er bei GM nicht der Beliebteste war), hatte offenbar sogar mit dem Gedanken gespielt, übergangsweise einen Motor von Porsche zu verwenden. Das geht aus den damaligen Designskizzen deutlich hervor.
Etwa vier Jahre später war die erste Rohfassung des nun W2 genannten Sportwagens fertig. Aus der reinen Designstudie war ein "weißes, aggressiv gezeichnetes automobiles Monster geworden, das schon im Stand die gesamte Konkurrenz erblassen ließ", so Helmut Becker, ehemaliger Inhaber des Autohauses Auto Becker in Düsseldorf. Die Bezeichnung "W2" war dabei recht simpel zustande gekommen: „W“ für Wiegert, „2“ für die verwendeten Doppelturbolader. 1978 war der Wagen endlich fahrbereit, und Wiegert hatte die "Vehicle Design Force" gegründet, mit dem Ziel, den Vector zum Serienfahrzeug weiterzuentwickeln. Inzwischen hatten sich die Leistungsangaben des Vector allerdings deutlich nach oben entwickelt – mittlerweile sprach Wiegert von 600 PS, einem Preis von 50.000 $ (zum damaligen Zeitpunkt eine Preisklasse, in der nur exklusivste Fahrzeuge käuflich zu erwerben waren), 500 gebauten Exemplaren pro Jahr und der Teilnahme an den 24-Stunden-Rennen sowohl von Le Mans als auch Daytona. Zudem brodelte die Gerüchteküche kräftig: So hieß es beispielsweise, Wiegert habe seine Ausbildung zum technischen Zeichner bei der NASA gemacht und dort bereits die Pläne für den Vector gezeichnet oder dass jeder Kaufinteressent zuerst eine gültige Rennlizenz vorzulegen habe, weil er sonst den Vector gar nicht kaufen dürfe. Selbstverständlich stimmten alle diese Gerüchte nicht, doch trugen sie zu dem Mythos des überirdischen Supersportwagens bei, der den Vector seit jeher begleitete. In einer Zeit, in der Informationen nur spärlich zu beziehen waren, entwickelten solche Gerüchte schnell ein Eigenleben, und so wurden viele dieser Fehlinformationen und -interpretationen auch ungeprüft in diversen Zeitschriften als Tatsache hingenommen und gedruckt. In den folgenden zehn Jahren wurde dann auch immer wieder sporadisch über den W2 berichtet, tatsächlich ausgeliefert wurde aber nie einer – und das hatte einen Grund: Obwohl man aufgrund der verschiedenen Berichte und Fotos vermuten könnte, dass es mehrere W2 gab, trügt dieser Schein. Wiegert hatte lediglich zwei Vector W2 gebaut, von denen der erste bei einem Unfall während einer Testfahrt komplett zerlegt wurde.
Der andere wurde mehrfach umlackiert (silber, schwarz, rot) und immer wieder modifiziert (verschiedene bzw. kein Spoiler und diverse Schweller) und in sämtlichen Berichten und Tests abgelichtet. Am 23. September 1983 bezeichnete die Bild-Zeitung den Vector als "das teuerste Auto der Welt", welches direkt auf der IAA für 500.000 DM durch Helmut Becker ("Auto Becker") verkauft wurde. Der entsprechende Kaufvertrag kam auch tatsächlich zustande. Vollständig abgeschlossen wurde der Kauf jedoch nie. Der Wagen befand sich auch später noch in Wiegerts Privatbesitz.

## Der Serienbeginn, vom W8 zum WX-3

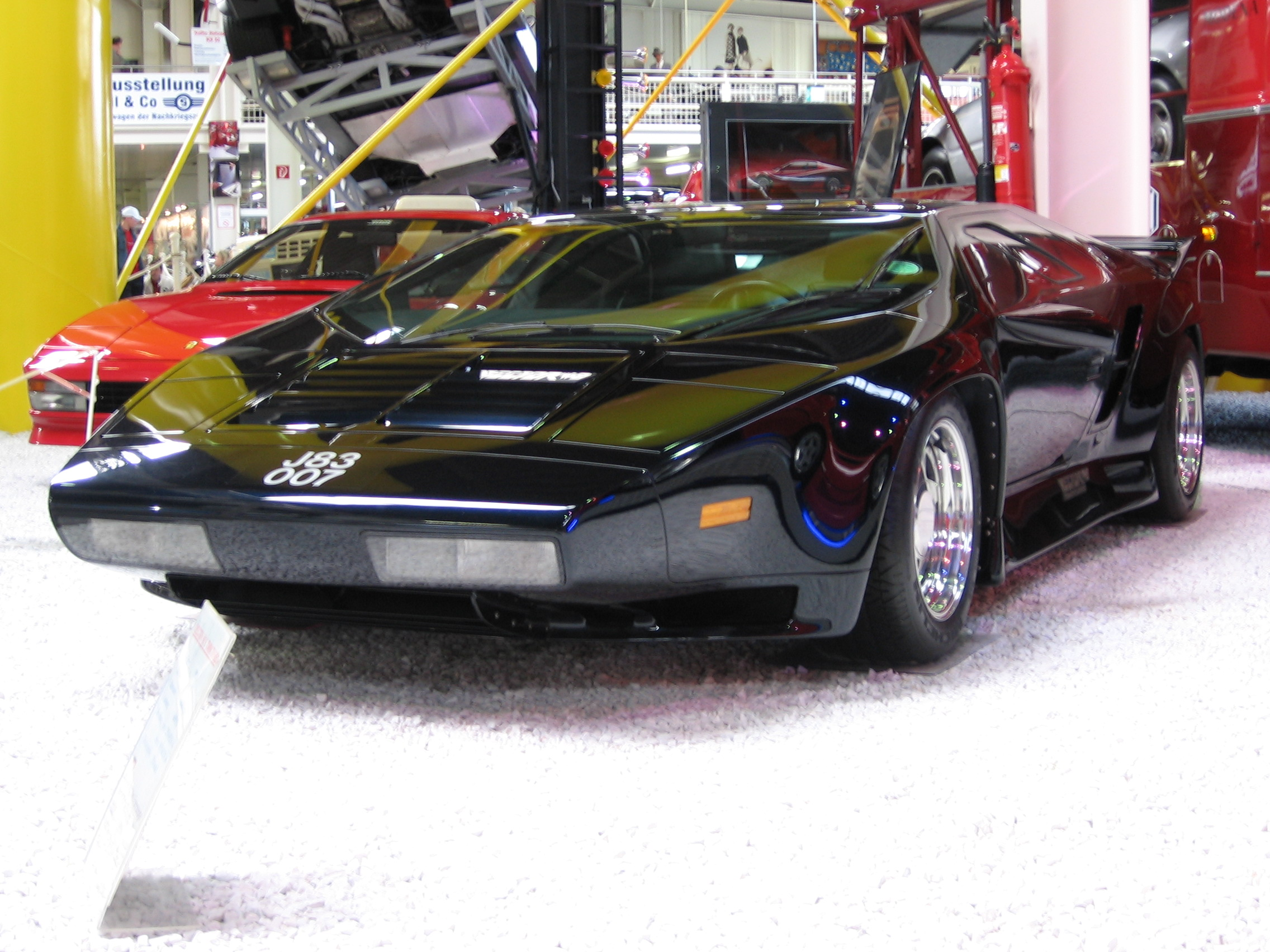
Vector W8 Twin Turbo von 1992; ausgestellt im Auto-Technik-Museum Sinsheim. Dieser Vector (Chassis-Nummer 1V9VW2623NW048007) wurde am 27. Oktober 2010 über das Auktionshaus "RM Auctions" für 179.200 GBP verkauft

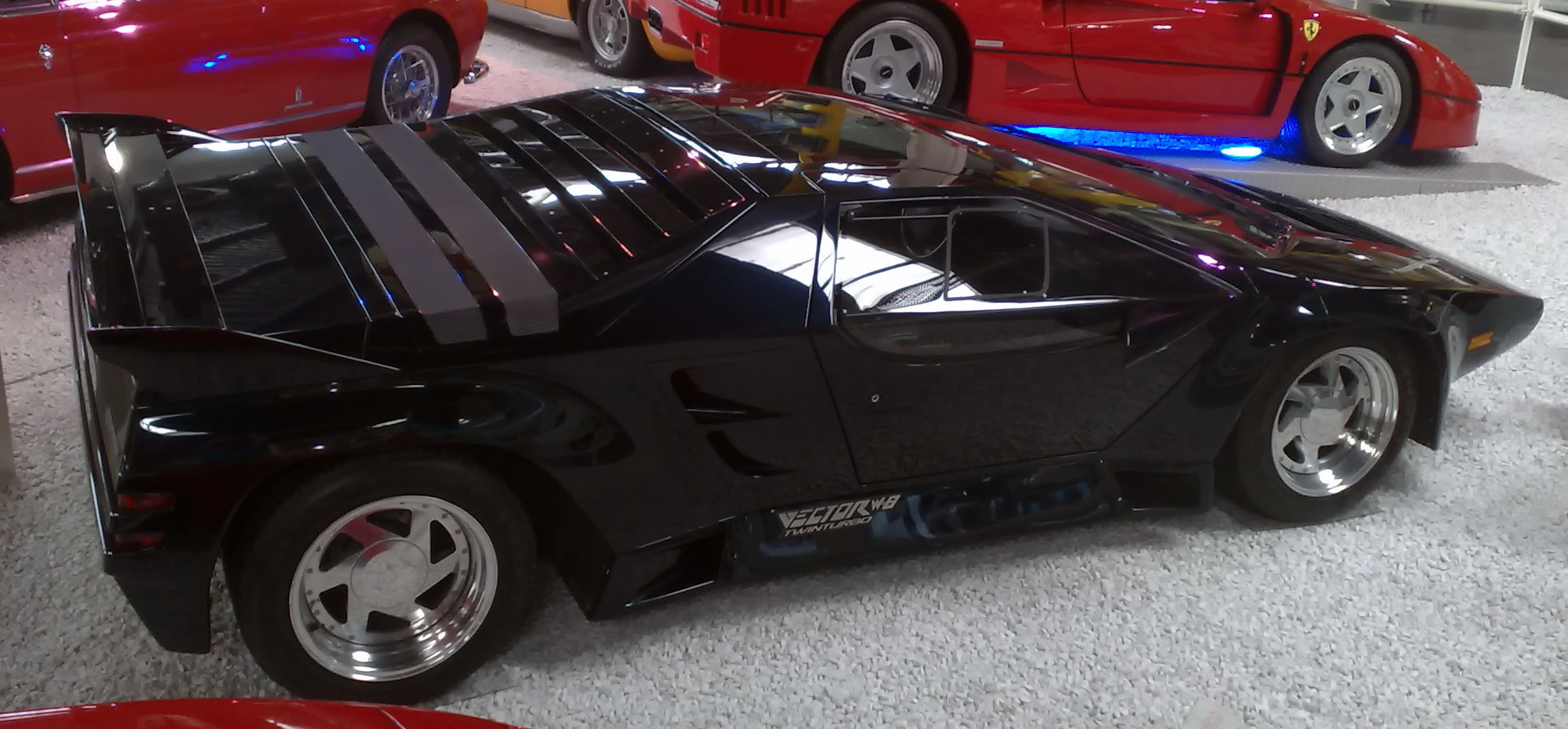
Seitenansicht des W8 in Sinsheim

1987 wurde das Unternehmen in Vector Aeromotive Corporation umfirmiert. Ein Jahr später schaffte es Wiegert, Blinder, Robinson & Co., Inc. in Englewood, Colorado als Partner für seinen Börsengang zu gewinnen und bekam so eine Finanzspritze von sechs Millionen US-Dollar (wovon 10 % als Provision bei Blinder, Robinson & Co. verblieben). Im September 1990 wurde auf der New York Autoshow schließlich der erste Vector präsentiert, der wirklich in Produktion ging: der Vector W8 Twin Turbo. 1990 und 1991 entstanden je 3 Autos (der fünfte produzierte W8 spielte im Übrigen in dem Film "Die Wiege der Sonne" mit), 1992 wurden 9 weitere W8 Twin Turbo hergestellt, die letzten beiden Serienfahrzeuge und fünf unvollendete Wagen im Frühjahr 1993. Insgesamt wurden also 19 W8 Twin Turbo produziert, 17 Kunden- und zwei Vorserienfahrzeuge, die optisch bereits in allen Details dem W8 entsprachen. Denn, auch wenn man es auf den ersten Blick nicht unbedingt erkennen konnte, der W8 unterschied sich deutlich vom W2: Der riesige Heckflügel des W2 (aus den frühen Achtzigern) wurde durch einen dezenteren und flacheren Spoiler ersetzt, das Fahrzeug verfügte nun über Seitenschweller und eine geänderte Frontlippe. Das Design der Heckpartie wurde durch eigens entwickelte Rückleuchten stark verändert, und die Frontpartie verfügte nun nicht mehr über die typischen, hinter Lamellenblenden versteckte Scheinwerfer, die jahrelang das prägende Hauptmerkmal der Vectornase waren. Stattdessen wurden die Lamellen durch zwei versenkbare Platten ersetzt, die elektrisch betrieben nach unten glitten, sobald das Licht eingeschaltet wurde. Wiegert kehrte damit zurück zur ersten W2-Version, die ebenfalls über diese Platten verfügte, wenn auch nicht freiwillig: Die amerikanische Zulassungsbehörde verbot nunmehr Abdeckungen vor den Streuscheiben der Hauptscheinwerfer bei Neufahrzeugen, und wenn damit auch ursprünglich eigentlich insbesondere Plexiglasabdeckungen gemeint waren, fielen doch auch die Lamellen des Vector unter dieses Verbot. Der Innenraum wurde komplett mit Leder ausgekleidet (im Fall des weltweit einzigen gelben Vector W8 übrigens mit Straußenleder), außerdem hatte der Vector jetzt richtige Außenspiegel, die sich aerodynamisch an die Karosserie schmiegten. Die "Außen"spiegel des W2 waren innen an den Türen angebracht gewesen und in einem Winkel eingestellt, der es dem Fahrer erlauben sollte, durch die Seitenscheiben hindurch nach draußen zu sehen. Dass diese Konstruktionsweise Wiegert selbst nicht genügte, führte dazu, dass schon für den W2 eine Rücksichtkamera geplant (aber nie verwirklicht) wurde, für den W8 war sie jedoch 1990 optional für 3900 $ erhältlich. Des Weiteren hatte Wiegert den Vector auf eigens für dieses Fahrzeug hergestellte Schmiedefelgen im Format 9,5 J x 16 (vorn) und 12 J x 16 (hinten) gestellt, während der W2 sich zeitweise mit 15"-Countach-Felgen begnügen musste, bevor er später mit Centerline-Felgen ausgestattet wurde, die auch bei Dragster-Rennen zum Einsatz kommen. Bereift wurde der W8 nun mit Michelin XGT-Reifen der Abmessungen 255/45 vorne bzw. 315/40 hinten. Der noch 1989 als W2 bezeichnete Prototyp existiert in stark beschädigtem Zustand noch heute.
Die Europapremiere des W8 fand 1991 während des Genfer Auto-Salon auf dem PalExpo-Gelände statt und der Wagen wurde erwartungsgemäß zum Publikumsmagneten. Auch in Hong Kong, wo er auf der "Money 91" vorgestellt wurde erntete die "High-Tech-Waffe für die Straße" (so die offizielle Beschreibung im Messeführer) Lob und Anerkennung. Wie auch damals auf der IAA in Frankfurt wurde das ausgestellte Fahrzeug noch während der Messe verkauft (für knapp 400.000 $), doch im Gegensatz zum damaligen W2 wurde dieser Kauf später auch abgeschlossen und der Wagen über die "Garage Sea Side Corporation" mit Sitz in Yokohama tatsächlich am 1. Oktober 1991 nach Hong Kong ausgeliefert. Auch das in Genf ausgestellte Modell befindet sich noch im Besitz des damaligen Schweizer Käufers und ist der einzige in Europa zugelassene W8 (wenn man von dem W8 im Sinsheimer Museum absieht).
Der erste Besitzer eines W8 Twin Turbo war der Autosammler Prinz Khalid von Saudi-Arabien, der auf seinen Traumwagen zehn lange Jahre warten musste: Der Kaufvertrag wurde bereits 1980 unterschrieben. Ein weiterer prominenter Käufer war 1991 der Tennisprofi Andre Agassi, der den Wagen mit der Fahrgestell-Endnummer "005" kaufte. Allerdings litt dieses Auto unter Motorüberhitzung und etlichen anderen Problemen. Der zu dem Zeitpunkt 21-jährige Agassi war jedoch nicht ganz unschuldig daran, dass zumindest dieser Wagen nicht hundertprozentig ausgereift war – er bestand vehement darauf, dass Wiegert seinen Wagen zum 29. April (Agassis Geburtstag) ausliefere, obwohl ihm mehrfach mitgeteilt wurde, dass das weder zeitlich noch technisch machbar sei. Unter Protest gab Wiegert dann doch nach und übergab den Wagen unfertig – möglicherweise wollte er künftige prominente Kunden nicht verprellen. Erreicht hat er damit genau das Gegenteil und Aussagen Agassis wie: "Bau mir ein Auto, das ich ohne Explosionsgefahr aus der Garage holen kann, dann kaufe ich es!" prägten das bleibende Bild des "unfertigen, unzuverlässigen Superboliden", wie er von "Hollywood Insider" genannt wurde. Diesen Ruf wurden seine Wagen auch nie wieder richtig los – ungerechtfertigterweise. Denn verglichen mit anderen Supersportwagen war der Vector ein äußerst ausgereiftes Fahrzeug. Gerade im Verhältnis zur produzierten Stückzahl sind die technischen Mängel kaum erwähnenswert. Europäische, insbesondere italienische Sportwagen dieser Zeit, die in deutlich höheren Stückzahlen produziert worden sind, waren um ein Vielfaches defektanfälliger. Vermutlich liegt es eher an der Unternehmenspolitik von Wiegert selbst, dass der Ruf der von Krisen geschüttelten Firma auf das Auto abfärbte. Fakt ist, dass alle verkauften Vector im Jahre 2008 noch fahrbereit waren. 1991 wurde der Vector W8 schließlich von der E.P.A. ("Environmental Protection Agency") zertifiziert und war damit das bis dahin stärkste straßenzugelassene Fahrzeug, das diese Auszeichnung, die notwendig ist, um ein Serienfahrzeug in den USA zulassen zu können, erhalten hat. Das ist insbesondere deswegen bemerkenswert, weil sie normalerweise für Großserienfahrzeuge ausgestellt wird. Dass Wiegert diese Zertifizierung für ein Auto bekam, welches bis zu diesem Zeitpunkt noch keine zehn Mal gebaut wurde, spricht deutlich dafür, dass der W8 alles andere als ein störanfälliger Exot war, sondern in der Tat ein ausgereiftes Produkt, das die hohen Anforderungen, die von der E.P.A. gefordert wurden, mit Bravour erfüllen konnte. Außerdem war der Vector W8 lange Zeit über das einzige Fahrzeug, das die strengen amerikanischen Sicherheitstests des D.O.T. ("Department of Transportation") bezüglich Front- und Heckaufprallsicherheit mit dem Einsatz nur eines einzigen Chassis ohne Beanstandungen oder Nachbesserungen durchlaufen hat. Wiegert selbst kommentierte das 1992 mit den Worten: "Safety is more important than speed, and on this issue, I allow no compromise." Nach der erfolgten Reparatur des Wagens 005 hat Wiegert das Fahrzeug nicht mehr an Agassi ausgeliefert, sondern anderweitig verkauft. Das Fahrzeug befindet sich heute in Florida.
Ein weiterer, ebenfalls prominenter Besitzer ist der am 9. Jänner 19368 geborene John W. Dick, damaliger Besitzer und Chairman des Unternehmens Hooper, das exklusive Karosserieaufbauten für Rolls-Royce fertigt. Im Juni 1989 orderte er den Wagen mit der Endnummer 007. Die letzten drei Ziffern der jeweiligen Fahrgestellnummern wurden nicht einfach durchnummeriert. Die Fahrgestellnummern 004 und 010 wurden nicht vergeben, während die Nummern 008 und 013 für jeweils verschiedene Jahrgänge doppelt vergeben wurden. Die letzte vergeben Chassis-Nummer ist 018. Die beiden Prototypen PP-1 und PP-2 zählen nicht offiziell zur W8-Baureihe.
Trotz bekannter, prominenter und finanziell potenter Kundschaft schaffte es Wiegert aber nicht, die Finanzen seines Unternehmens in kontrollierte Bahnen zu lenken, obwohl die "Vector Aeromotive" zunächst auf Erfolgskurs war: 1990, nur ein Jahr nach Börsengang des Unternehmens, bescheinigte ein Wertpapier-Broker der Düsseldorfer Blinder-Filiale den Vector-Aktien bereits einen Wertzuwachs von 25 % gegenüber deren Einstandswert im Jahr zuvor. Die technischen Probleme des Wagens endgültig in den Griff zu bekommen, war Wiegert hingegen mittlerweile weitgehend gelungen – vorausgesetzt, der Wagen wurde pfleglich behandelt. Die Überhitzungsproblematik wurde jedoch bei keinem der Serienfahrzeuge jemals zur Zufriedenheit der Kunden gelöst. Inzwischen wurde der Vector W8 als Sinnbild fortschrittlicher Fahrzeugtechnologie angepriesen und wurde sogar auf der 1991er "Technology 2001" in San José, einer Technologieausstellung der NASA, ausgestellt. Der W8 wurde im Zuge dessen in der offiziellen Messebroschüre beschrieben mit den Worten: "See America´s most advanced automobile - THE VECTOR W8 TWIN TURBO!" und war im November 1991 auf dem Titelblatt der hauseigenen NASA-Zeitschrift "NASA Techbriefs" abgebildet.
1992, am 18. April, präsentierte Wiegert auf der New York International Auto Show im Jacob Javits Convention Center in New York City den Avtech WX-3, der als Nachfolger des W8 technisch ausgereift sein sollte, wobei die Bezeichnung Avtech als Abkürzung für "Aviation Aerospace Technology" ("Luft- /Raumfahrttechnik") stand. Optisch wirkte er wie ein modernisierter und leicht abgerundeter W8, denn Wiegert hatte genügend Stilelemente des W8 übernommen, um den Wagen sofort als Vector identifizieren zu können. In der offiziellen technischen Beschreibung des WX-3 sagt er: "My intent was to capture the unique character and spirit of the Vector, not to clone either of the current models.", was ihm auch zweifelsfrei gelungen ist. Einziger Kritikpunkt war allerdings die wiederum geänderte Heckpartie, die jetzt nicht mehr so richtig zu diesem Auto passen wollte. Zu Showzwecken wurden je ein Spider ("WX-3R") und ein Coupé verwirklicht. Geplant waren wieder Motorisierungen zwischen 600 und über 1000 PS, der Wagen kam jedoch nicht über das Messefahrzeug-Stadium hinaus. Dafür hatte Wiegert aber bereits feste Preisvorstellungen: Da die Produktion der beiden Wagen schon über eine Million Dollar verschlungen hatte, sollte das fertige Auto für 765.000 $ zu haben sein. Zu diesem Preis fanden sich allerdings keine Käufer. Stattdessen hat es jedoch noch mindestens drei weitere Anfragen nach einem W8 gegeben, denen Wiegert aber nicht nachkommen konnte, da die Produktionsmaschinen und insbesondere die Karosserieformen des W8 mittlerweile bereits verkauft waren. Heute ist deren Verbleib unbekannt, sicher ist nur, dass sie nicht mehr verwendet wurden. Später senkte Wiegert den angepeilten WX-3-Verkaufspreis auf 685.000 $, jedoch ohne einen Käufer zu finden.
Diese beiden Prototypen des WX-3 waren die letzten in Kalifornien produzierten Vector. Die sechs Millionen Dollar hatten zwar genügt, um insgesamt 19 W8 zu produzieren und das Unternehmen eine Zeit lang über Wasser zu halten, doch die Firmenfinanzen konnten mit dem Enthusiasmus und dem Tatendrang von Wiegert und seinem Team, das zu Spitzenzeiten aus immerhin 50 Leuten bestand, nicht mithalten. Der Wert der Vector-Aktien sank rapide ab. Wieder einmal war die Vector Aeromotive vom Konkurs bedroht und hätte ohne weitere Hilfe die Pforten endgültig schließen müssen – obwohl Wiegert zwischenzeitlich ein Firmenkapital von fast 14 Millionen Dollar zur Verfügung stand. Er hatte dieses Kapital zum Teil mehreren gewonnenen Prozessen zu verdanken, unter anderem gegen den Reifenhersteller "Goodyear", der die geschützte Bezeichnung "Vector" ohne Genehmigung für eine Reifenserie verwendet hatte. Dennoch war das Unternehmen überschuldet, "Newsweek" sprach sogar von einem Verlust von insgesamt 45 Millionen Dollar. Anfang 1993 beschuldigte Wiegert seine Finanz- und Marketingmanager, sowohl Geld in zweistelliger Millionenhöhe veruntreut zu haben als auch Unternehmensgeheimnisse und -pläne verkauft zu haben, konnte das aber vor Gericht nicht ausreichend belegen. Stattdessen schaffte es John Pope, damaliger Finanzmanager der Vector Aeromotive Corporation, die Aktionäre davon zu überzeugen, dass Wiegert selbst derjenige war, der das Unternehmen in den Ruin trieb. Er stellte ihn vor die Wahl, entweder als Präsident zurückzutreten und in dem von ihm gegründeten Unternehmen als Chefdesigner zu arbeiten, oder er würde schlichtweg gekündigt werden. In der ersten Gerichtsverhandlung am 26. März 1993 sah es dann auch noch gut für Wiegert aus, denn das Gericht bestätigte, dass seine Manager kein Recht gehabt hätten, ohne sein Wissen fast 20 seiner Mitarbeiter zu entlassen (was hinter seinem Rücken geschehen war, als er in Genf den WX-3 vorstellte). Doch schon im September 1993 wurde per Gericht festgestellt, dass nicht mehr Gerald Wiegert, sondern die Aktionäre Inhaber des Unternehmens waren und die zwischenzeitlich ausgesprochene Kündigung Wiegerts rechtskräftig war. Zu diesem Zeitpunkt kam das Angebot der indonesischen "MegaTech, Ltd.", die zu diesem Zeitpunkt Tommy Suarto, dem Sohn des indonesischen Präsidenten und dem Millionär Setiawan Djody gehörte, die gesamte Firma, inklusive Produktionsmaschinen und den Namensrechten, zu übernehmen. Wiegert beschuldigte seine ehemaligen Vertrauten, den "indonesian deal" eingefädelt zu haben, um ihn aus seinem Unternehmen zu drängen. Verhindern konnte er allerdings weder das eine noch das andere.

## Der Neuanfang, vom WX-3 zum WX-8
Nach der erfolgreichen Übernahme durch MegaTech, Ltd. Ende 1992 / Anfang 1993 zog das Unternehmen nach Jacksonville, Florida um. Die beiden WX-3-Fahrzeuge verblieben weiterhin in Wiegerts Privatbesitz und wurden von ihm unter anderem als Werbeträger für Aquajet, Wiegerts Jetski-Unternehmen verwendet. Das silberne Avtech WX-3-Coupé wurde von Wiegert entsprechend in blau umlackiert (damit waren die beiden Fahrzeuge werbeträchtig in Aquajet-Farben gestaltet) und 2004 schließlich für 199.000 $ bei Ebay angeboten, allerdings wiederum ohne dass sich ein Käufer fand. Auf einigen der offiziellen Produktionsfotos des aktuellen WX-8 kann man die beiden WX-3 im Hintergrund in Wiegerts Produktionshallen stehen sehen.
Dadurch verfügte die Vector Aeromotive zwar über die finanziellen Mittel durch die MegaTech, Ltd., man hatte aber tatsächlich kein Fahrzeug, nicht einmal einen Prototyp – jedoch besaß das Unternehmen die Produktionsanlage des WX-3. Offenbar ging man zunächst tatsächlich davon aus, dass man den WX-3 mit leichten Änderungen als Serienfahrzeug fertigen würde, denn der (nicht vorhandene) Wagen wurde einfach in Avtech SC umbenannt (da die Namensrechte an WX-3 bei Gerald Wiegert lagen) und als das Nachfolgemodell des WX-3 bezeichnet.
MegaTech übernahm kurze Zeit später für 40 Millionen Dollar auch die Marke Lamborghini, die bis dahin zu Chrysler gehörte und präsentierte auf der North American International Autoshow in Detroit im Januar 1996 dann den neusten Vector, der, wenn auch optisch an den WX-3 erinnernd, ein von Grund auf neugestaltetes Fahrzeug war: Den M12. Das Kürzel setzte sich dabei aus dem Hersteller und der Anzahl der Zylinder zusammen (M für MegaTech, 12 Zylinder – nach dem gleichen Muster entstand vorher das Kürzel W8, nachdem beim W2 noch die Doppelturbolader für die Bezeichnung ausschlaggebend waren). Da Wiegert nun nicht mehr in die Entscheidungsprozesse einbezogen wurde (der neue Mann an der Spitze war zunächst Robert Braner, der ehemalige Vizepräsident der Vector Aeromotive Corporation, der nun zum Präsidenten des Unternehmens wurde. Später wechselte er als Präsident zu Lamborghini. Sein Nachfolger bei Vector wurde David Peter Rose, der ursprünglich vom britischen Hersteller Lotus Cars kam), und man sich bei MegaTech in den eigenen Reihen umsehen konnte, um einen Motor zu finden, mit dem man die immer noch andauernden technischen Probleme des Vector endgültig ausmerzen könnte, wurde man konsequenterweise bei den Spezialisten von Lamborghini fündig und bestückte den Wagen kurzerhand mit dem Motor und den Brembo-Bremsen des Diablo – was nicht zuletzt auch kostengünstiger war, denn der Motor galt als ausgereift und erfüllte sämtliche Emissionsrichtlinien ohne weitere Modifikationen.

Zähneknirschend musste Wiegert einsehen, dass sein Traum vom „all american sportscar“ (vorerst) ausgeträumt war und konzentrierte sich auf sein Unternehmen Aquajet. Er verblieb in den Geschäftsräumen, in denen er einst die „Vehicle Design Force“ gründete. Mit dem italienischen Zwölfzylinder-Aggregat, das im Vergleich zu den Produktionszahlen des W8 schon fast als Großserienmotor bezeichnet werden kann, war der Vector zwar weit entfernt von den schwindelerregenden Leistungsangaben, die Wiegert selbst bei seinem Vector gerne gesehen hätte, aber endlich funktionierte der Wagen weitgehend problemlos. Außerdem hatte man den M12 im Gegensatz zu seinen Vorgängern endlich im Windkanal getestet, mit dem Ergebnis, dass sämtliche Lufteinlässe ein neues Design erhielten und der Motor dadurch mehr Luft bekam, so dass das leidige Überhitzungsproblem, dass sowohl für den W8 als auch für den WX-3 typisch war, schließlich beseitigt werden konnte. Barner (und später Rose) holten sich namhafte Unterstützung, um den M12 zu einem Erfolg zu machen: Ian Doble, der nun Chefingenieur bei Vector war, hatte zuvor schon am Lotus Elan und an der Corvette ZR-1 gearbeitet, Jim Router, ehemals verantwortlich für die Entwicklung des McLaren F1 und den Jaguar XJR-15, befasste sich nun mit dem Fahrwerk und der Aufhängung des M12. Neu gestaltet wurde der Wagen vom britischen Lotus-Designer Peter Stevens (der ebenfalls am McLaren F1 mitgearbeitet hatte) und Michael Santoro, der kurz zuvor noch den Chrysler Cirrus und den Dodge Stratus gezeichnet hatte. Die beiden Männer waren jetzt für das Design des Interieurs und Exterieurs des neuen Fahrzeugs verantwortlich. Dabei entsprach das (optische) Ergebnis weitestgehend dem WX-3, lediglich die Front wurde komplett neu gestaltet und unterschied sich nun deutlich von dem am Ur-W2 orientierten Design der vorhergehenden (WX-3-)Studie. Obwohl der M12 fast so oft verkauft wurde wie der W8 (und das in deutlich weniger Zeit, deswegen wird er manchmal trotz weniger Modelle als das erfolgreichere Fahrzeug bezeichnet) wurde die geänderte Front doch mehrfach und von verschiedenen Fachzeitschriften als „optische Katastrophe“ bezeichnet. Abgesehen davon war das neue Modell deutlich zuverlässiger und kundenfreundlicher geworden und die weltweite Fachpresse reagierte begeistert, vor allem, weil durch den Führungswechsel des Unternehmens nun auch Wert auf eine ausgeglichene Preispolitik gelegt wurde. So war der M12 ein durchaus erschwinglicher Sportwagen geworden, wenn man den Basispreis von damals 272.000 DM zu Grunde legt – Rose verbannte sämtliche Militär- und Raumfahrtkomponenten, die zwar imageträchtig, aber letztlich in keinem akzeptablen Preis-Leistungs-Verhältnis standen, aus dem Fahrzeug und ersetzte sie durch günstigere Komponenten: 

„Beim W8 kosteten alleine die Türgriffe etwa 800 Mark. Die des M12 kosten 20. Wir haben vom Vorgänger die Klimaautomatik und die vordere Traverse behalten. Das ist alles.“

Außerdem ersetzte er die bis dahin verwendete Dreigang-Automatik durch ein manuelles Fünfgang-Getriebe. Natürlich verlor der Vector damit das Image des Überirdischen, das Gerald Wiegert von Beginn an aufgebaut hatte. 1998 beschrieb Jeremy Clarkson den M12 in einem Test des britischen Magazins „BBC Top Gear“ mit den Worten:

„Ohne unnötig unfreundlich sein zu wollen, muss ich sagen, dass der Vector M12 sehr wahrscheinlich das schlechteste Auto der Welt ist. Er ist motorisierter Dreck. Das ehrlichste, was ich über ihn sagen kann, ist, dass er sehr amerikanisch ist. Das Interieur roch nach Benzin und die Lüftung war funktionsuntauglich. Auf der Straße benahm sich der Vector schwerfällig wie ein Schwein, ein Auto mit einem schlechteren Fahrverhalten habe ich nie bewegt. Die Lenkung war schwergängig wie ein Fotokopierer und die Bremsen waren kaum zu spüren. Das Finish entsprach exakt dem eines Reliant Scimitar von 1975.“

Dennoch sah es nun zunächst so aus, als hätte sowohl das Unternehmen als auch das Fahrzeug endlich eine wirtschaftliche Zukunft, doch trotz der behobenen Motor- und Finanzprobleme kam dann 1996 nach nur fünf produzierten Fahrzeugen wieder das Aus – durch einen Besitzerwechsel des Unternehmens geänderte Prioritäten führten nun auch bei MegaTech zur Aufgabe der weiteren Entwicklung des Vector. Waldon Randall Welty, der neue Firmeneigner, entschied sich zum Verkauf der Marke, obwohl noch 1995 ein Jahresabsatz von weit über 200 Fahrzeugen geplant war.

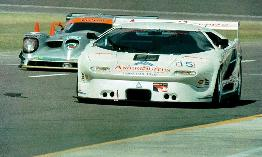
Der M12 GT2 im Renneinsatz

1997 fand sich mit der „Tradelink International Limited“ ein neuer Investor, und weitere zehn M12 wurden zum Stückpreis von je 200.000 $ produziert, ebenfalls mit dem bewährten Diablo-Motor. 1998 fuhr Jon Lewis vom Team „American Spirit Racing“ (kurz: ASR) einen M12, der offiziell die Bezeichnung "M12 GT2" trug, in der US-amerikanischen „Professional Sports Car Series“. Er schied in drei mitgefahrenen Rennen drei Mal aus. Der eingesetzte Wagen hatte die Serienendnummer 18 und wurde ursprünglich als Zertifizierungsfahrzeug für die E.P.A. gebaut, nachdem die eigentliche M12-Produktion bereits eingestellt worden war. Nach der 1998er Saison kaufte das Vector/Tradelink-Konsortium das Fahrzeug vom Team ASR zurück. Er wurde später nie wieder in einem Rennen eingesetzt, sondern als Entwicklungsträger für den folgenden SRV8 genutzt.
1999 stellte Vector den neuen SRV8 vor, eine Weiterentwicklung des M12 auf Basis des ASR-Fahrzeugs. Statt des Lamborghini-V12-Motors sollte er jedoch wieder einen US-amerikanischen Motor bekommen, und man baute einen getunten Chevrolet-V8-Motor mit 420 PS ein. Der SRV8 ging jedoch nie in Serie, denn noch im gleichen Jahr musste Vector wieder aus finanziellen Gründen die Tore schließen: Die Firma „American Aeromotive“ übernahm das Unternehmen, bis kurz darauf Gerald Wiegert selbst wieder die Namensrechte am „Vector“ übernahm und aus der „American Aeromotive“ die „Vector Motors Corporation“ machte. Er besetzte die wichtigsten Positionen komplett neu, teilweise mit seinen engsten Mitarbeitern von „Aquajet“.

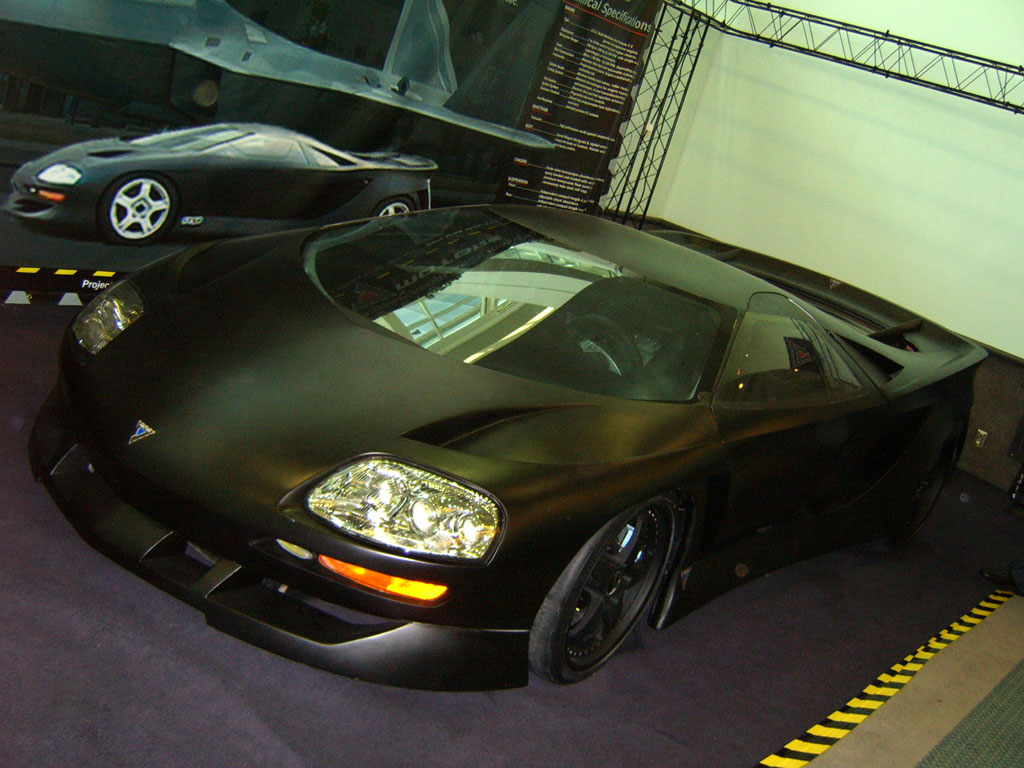
Vector WX8-Prototyp auf der Los Angeles Auto Show 2008

Die nächsten Jahre wurde es ruhig um Wiegerts Vector, bis er auf der L.A. Autoshow im November 2007 endlich einen neuen Prototyp präsentierte: den WX-8, durch das „W“ in der Typenbezeichnung eindeutig wieder als ein Vector aus der Hand von Gerald Wiegert zu erkennen. Der WX-8 wurde bereits vier Jahre zuvor im offiziellen Businessplan der Vector Motors Corporation, den Wiegert als Präsentation des Unternehmens für potentielle Geldgeber erstellt hatte, abgebildet. Dort ist auch ein Spider mit der Bezeichnung „WX-8R“ abgebildet und beschrieben. Durch den erfolgreichen Renneinsatz seines Vorgängers und den Umstand, dass Wiegert selbst nun wieder das sprichwörtliche Ruder in der Hand hatte, wurde der Prototyp zwar weltweit mit Vorschusslorbeeren versehen, gleichzeitig wurde aber bis heute (2008) kein serienreifer WX-8 ausgeliefert – das Fahrzeug befindet sich immer noch im Prototypenstadium. Kritische Stimmen werfen Wiegert immer noch vor, er habe durch massive Fehlentscheidungen den Vector zum Untergang geweiht. Er selbst, zu diesem Zeitpunkt 62 Jahre alt, ließ verlauten, dass er aus seinen Fehlern der Vergangenheit gelernt habe und sein Unternehmen nun auf eine solide finanzielle und personelle Basis stellen wolle, bevor er den WX-8 in Serie bauen wird. Die offizielle Website, auf der die Entwicklung des aktuellen Fahrzeugs zu verfolgen sein sollte, ist allerdings wenig aufschlussreich und scheint nicht gepflegt zu werden.

## Der Vector im Wandel

### Vector-Designstudie
- Baujahr: 1972, Verbleib nicht bekannt. Der Prototyp war eine reine Designstudie und bestand lediglich aus der Karosserie (ohne Motor und Fahrwerk) und unterschied sich optisch noch stark vom späteren W2.[28] Geplant war der Einsatz eines 2-Liter-4-Zylinder-Motors mit 250 PS.[4] Kalkulierter Verkaufspreis: 7500 $. Der Vertrieb war geplant über die "Precision Auto, Inc." in Hollywood, Kalifornien.

### Vector W2

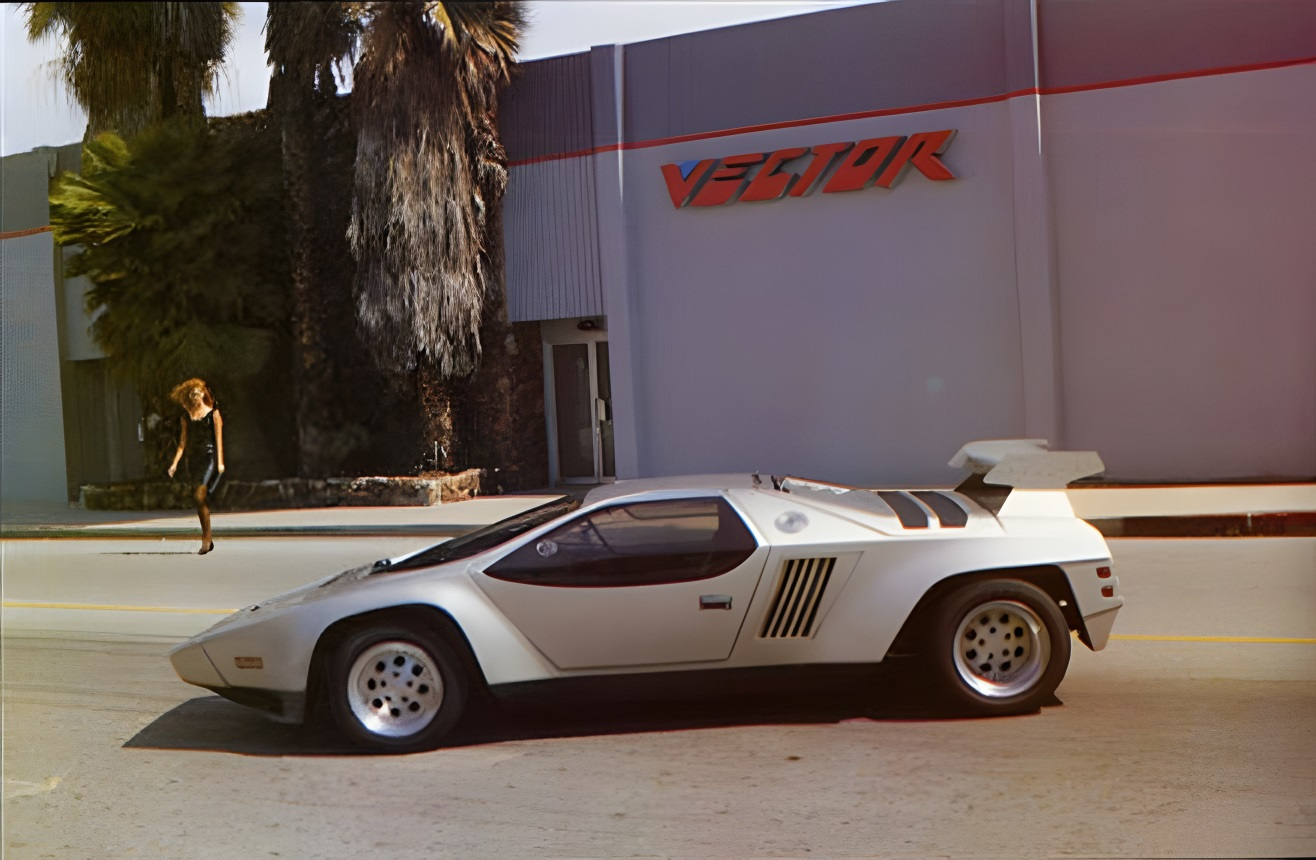
Vector W2, aufgenommen 1984. Der W2 hat im Laufe der Jahre weit über 100.000 Meilen absolviert – und gilt damit als das zuverlässigste und alltagtauglichste aller Conceptcars.

- Premiere 1976 als weißer Prototyp, 1978 (Neu-)Vorstellung als W2
- Motor: 8 Zylinder, 5730 cm³, auf Basis des Chevrolet Small-Block von Donovan getunt, zusätzlich mit einer H3-Doppelturboanlage von AiResearch ausgerüstet
- Leistung: 600–1500 PS (Herstellerangabe), Höchstgeschwindigkeit: 389 km/h (ebenfalls Herstellerangabe, daraufhin zeitweise Eintrag ins Guinness-Buch der Rekorde), Beschleunigung 0–100 km/h: 3,9 s
- Wiegert hatte zwar einen Verkaufspreis von 150.000 $ veranschlagt, der Wagen wurde aber nie verkauft. Es gab lediglich zwei W2, einer davon wurde vielfach modifiziert und umlackiert, der andere bei einem Unfall komplett zerstört.[22] Die angegebene Höchstgeschwindigkeit wurde nie unabhängig ermittelt, sondern von Gerald Wiegert angegeben, der sich jedoch mehrfach weigerte, eine erneute (unabhängige) Geschwindigkeitsmessung durchführen zu lassen. Bei einem durch "Auto Becker" aus Düsseldorf veranstalteten Vergleichstest auf dem Kölner Flughafen brannte es im Motorraum des W2, der Test und eine Messung fanden daraufhin nicht statt.[17] Der Eintrag ins Guinness-Buch der Rekorde wurde schließlich wieder gelöscht, 1986 bekam der Porsche 959 diese begehrte Auszeichnung. Die Zeitschrift "AutoKraft" schrieb dazu: "Bei Porsche ist man trotz gespielter Selbstsicherheit perplex angesichts der Zukunftschancen eines 1500 Kilo schweren 959 mit kaum 450 PS. Wer Humor hat, sollte überlegen, ob der 959 nicht schon als Anti-Vector-Waffe entwickelt wurde."[5][6][7][9][38]

### Vector W8 Twin Turbo
- Bauzeit: 1990–1993, produzierte Stückzahl: 17 + 2 Vorserienfahrzeuge. Der Prototyp mit der internen Bezeichnung PP-0 basierte immer noch auf dem 1978 vorgestellten W2 und befindet sich heute in Gerald Wiegerts Privatbesitz.[26] Ein W8 wurde bei einem (vorgeschriebenen) Crash-Test zerstört. Wiegert hatte zu Beginn der W8-Produktion die Höchstgeschwindigkeit mit 240 mph ("miles per hour") angegeben, da sich sonst keine Versicherung finden ließ, die das Fahrzeug für die Straßenzulassung versichern konnte. Später änderte sich die Gesetzeslage und Wiegert konnte die in den Fahrzeugpapieren angegebene Höchstgeschwindigkeit wieder heraufsetzen.[15] Der Motor entsprach dem des W2: V8 mit Garret AiResearch-Doppelturbolader, anfänglich 5730 cm³, später 5970 cm³, mit angegebenen 634 PS. Höchstgeschwindigkeit: über 322 km/h (Herstellerangabe), Beschleunigung 0–100 km/h: 3,9 Sek. (ebenfalls Herstellerangabe). Der W8 war prinzipiell kein neuentwickeltes Fahrzeug, sondern eine Evolutionsstufe des W2. Verkaufspreis 1990: 178.000 $, 1992: 489.900 $ (das entsprach zum damaligen Zeitpunkt etwa 600.000 Mark). Damit war der W8 (zumindest anfänglich) unter dem Preisniveau vergleichbarer Supersportwagen angesiedelt.[1][2][23][33][38]

### Vector WX-3
- Baujahr: 1992, ausgestattet mit einem 7-Liter-Biturbo-Motor, der bis zu 1200 PS leisten sollte. Es wurden lediglich zwei Prototypen produziert (einer davon in einer offenen Spiderversion, allerdings ohne Soft- oder Hardtop, dieser wurde als "WX-3R" bezeichnet).[24][43][45][56] Beide Fahrzeuge befinden sich im Privatbesitz Gerald Wiegerts.

### Vector M12

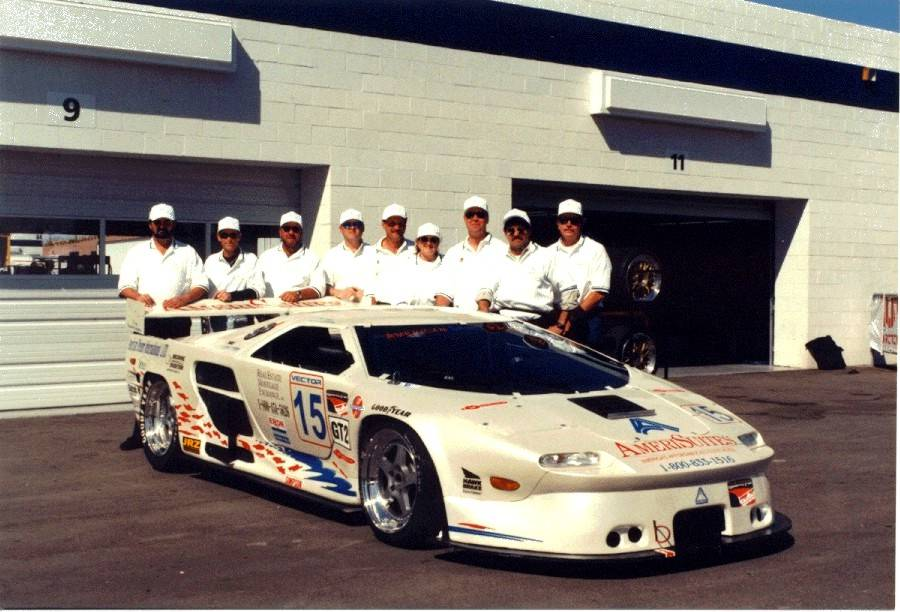
Der „M12 GT2“, der einzige jemals in Rennen eingesetzte Vector

- Bauzeit: 1995–1998, produzierte Stückzahl: 14 + 3 Prototypen, wovon einer bei einem Crash-Test zerstört wurde. Der Motor des M12 stammte aus dem Lamborghini Diablo und leistete über 490 PS. Dem Wagen wurde eine Höchstgeschwindigkeit von 306 km/h bescheinigt und eine Beschleunigung von 4,5 Sek. (0–100 km/h). Der Verkaufspreis lag bei 184.000 $ (das entsprach 272.000 Mark).[24] Ein zusätzlicher M12 wurde als „M12 GT2“ gebaut und vom Team „American Spirit Racing“ in Rennen eingesetzt. Auf Basis dieses Wagens wurde der spätere SRV-8 entwickelt. Die Verhandlungen, ASR den Wagen zur Verfügung zu stellen, zogen sich damals durch den Besitzerwechsel bei MegaTech über ein Jahr hin, und so wurde der Wagen statt gegen Ende 1997, wie vorgesehen, erst 1998 unmittelbar vor dem ersten Rennen in Sebring ausgeliefert. Er wurde dann innerhalb von (nur) zwei Wochen von ASR rennfertig umgebaut und konnte sich zwar für das Rennen qualifizieren, fiel aber schon nach 50 Minuten aus. Daraufhin wurde er einem weiteren, umfassenden Umbau unterzogen. Es folgte noch ein weiteres Rennen in Atlanta, bevor das Fahrzeug letztlich wieder zurückgekauft wurde.[52][54]

### Vector SRV-8
2007 entstand ein Prototyp des geplanten M12-Nachfolgers „SRV-8“ auf Basis des modifizierten „M12 GT2“ von ASR-Racing, der aber aufgrund der Firmenübernahme nie in Serie ging. Der Verbleib des Prototyps ist nicht eindeutig geklärt.

### Vector WX-8
Nachdem Gerald Wiegert wieder die Rechte am Namen Vector übernommen hatte, präsentierte er auf der Los Angeles Auto Show 2007 den WX-8, der allerdings nie in Serie ging. Zu Foto- und Testzwecken wurde das Chassis, das im Grundaufbau immer noch dem des W8 entsprach (und so die E.P.A.-Zertifizierung des W8 beibehielt) zeitweise auch mit einer offenen Spiderkarosserie versehen und als WX-8R bezeichnet, es handelte sich aber um ein und dasselbe Fahrzeug. Die Leistungsangaben des Prototyps (bis zu 10.000 cm³ und 1380 kW/1850 PS) entsprechen Angaben Gerald Wiegerts. Er bezeichnete den WX-8 als den next generation Vector und ließ sich die Bezeichnung HPRV (Hyper-Performance Road Vehicle) rechtlich sichern.

## Der Vector als Gebrauchtwagen
Schon alleine aufgrund der geringen Produktionszahl ist es schwer, einen Vector zu kaufen. In den letzten Jahren wurden aber diverse W8 und M12 auf Auktionen oder im Internet zum Kauf angeboten. Dabei sind die Preise sehr unterschiedlich: So wurden auf einer US-Auktion im April 2006 direkt zwei M12 zur Versteigerung angeboten, unter anderem sogar der bekannte, im Sternenbanner-Design lackierte "American Anthem"-Wagen. Die Seriennummer des Wagens endet auf "001", es handelt sich dabei nach drei gebauten Prototypen um den ersten je produzierten Serien-M12, der daher auch in diversen Zeitschriften und Tests abgebildet war. Das andere Fahrzeug, ein gelber M12, Chassis 012, mit gerade einmal 2800 Meilen auf dem Tacho fand für 126.000 US$ (etwa 92.000 Euro) einen Käufer – obwohl er aufgrund von Getriebeproblemen reparaturbedürftig war. Der "American Anthem"-Wagen brachte 105.000 US$ (entspricht etwa 77.000 Euro), war aber zum Zeitpunkt der Auktion ebenfalls nicht sofort fahrbereit: Der komplette Antriebsstrang fehlte, wurde jedoch kurze Zeit später vom neuen Besitzer wieder ersetzt. Der günstigste gebrauchte M12 war bisher der Wagen mit der Seriennummer 008 aus der Konkursmasse eines Isuzu-Händlers in Florida, der für 7.000 US$ den Besitzer wechselte. Der erste gebaute Prototyp ("brochure car") wurde für 50.000 $ nach Kanada verkauft. Chassis 005 wurde im Januar 2009 auf der Barrett-Jackson Auction in Scottsdale für 94.000 US$ verkauft.
Aufgrund des Bekanntheitsgrades des Wagens wäre insbesondere für das Fahrzeug 001 ein höherer Preis durchaus zu erwarten und gerechtfertigt gewesen, jedoch war die Auktion nicht von einem renommierten Auktionshaus, sondern vom US-Marshal in Ohio und ohne ernstzunehmende Werbung im Vorfeld durchgeführt worden, daher sind die erzielten Preise nicht aussagekräftig. Fahrzeuge der Baureihe M12 liegen preislich in der Regel deutlich niedriger, etwa bei 50.000 bis 120.000 US$ Im Oktober 2008 wurden bei Internetauktionen ebenfalls zwei M12 zum Kauf angeboten – für 149.000 US$ (entspricht etwa 109.300 Euro) auf der US-amerikanischen ebay-Plattform und für 179.500 US$ (entspricht etwa 131.000 Euro) bei autotraderclassics. Zu diesem Preis ist allerdings in den letzten acht Jahren kein M12 verkauft worden. Der höchste erzielte Preis nach Produktionsstopp lag bei 115.000 US$ für Chassis 010.
Modelle des Typs W8 unterliegen den bei seltenen Liebhaberfahrzeugen typischen starken Schwankungen, die es schwer machen, eindeutige Angaben über den realen Marktwert zu machen: Über die Internetplattform ecxoticcarworld.com beispielsweise wurden bereits W8 für über 500.000 US$ angeboten (aber bis heute nicht verkauft), während in Japan ein reparaturbedürftiger W8 für knapp 80.000 US$ den Besitzer wechselte. Der weltweit einzige gelbe W8, dessen Besitzer nachträglich den Rodeck-V8 auf über 900 PS tunte, wurde mittlerweile mehrfach für über 200.000 US$ angeboten (und bis heute nicht verkauft); Gerald Wiegerts privater (ehemals roter) W8 wurde 2004 für etwas über 120.000 US$ verkauft und vom neuen Besitzer in einem dunklen Blauton lackiert.
Der zuvor im Auto-Technik-Museum Sinsheim ausgestellte Wagen mit der Chassis-Nummer 1V9VW2623NW048007 wurde am 27. Oktober 2010 über das Auktionshaus "RM Auctions" für 179.200 GBP verkauft.

## Film-, TV- und Videospielauftritte, Merchandise
Ein roter Vector W8 (Chassisnummer 003, 1990 ursprünglich an den CEO von Toys'R'Us verkauft und später speziell für den Film zum 1992er Modell umgerüstet) ist direkt in der Anfangsszene des Films Die Wiege der Sonne (u. a. mit Sean Connery und Wesley Snipes) zu sehen, bis er in einen Unfall verwickelt wird und explodiert (Filmzitat: "In rot gefiel er mir ohnehin nicht!"). Das entsprechende Vectorwrack, das später in der Garage der Polizei zu sehen ist, ist natürlich keines, sondern einfach ein Haufen schön dekorierter Ersatzteile aus dem Fundus von Wiegert.
Dass der Vector in einem Hollywood-Blockbuster zu sehen war (und noch dazu in den Credits des Films explizit erwähnt wurde), war selbstverständlich eine enorme Werbung für Wiegerts Unternehmen und machte den W8 noch bekannter, als er es bis dahin schon war. Natürlich war dieser Auftritt nicht zufällig zustande gekommen: Bereits 1982, am Set von "Sag niemals nie" lernten Gerald Wiegert und Sean Connery sich kennen und Connery war begeistert von dem Vector, der zum damaligen Zeitpunkt lediglich ein Einzelstück war. Der Vorschlag, einem der Protagonisten des Films den Vector W8 als fahrbaren Untersatz zur Seite zu stellen, kam dann auch von Connery selbst.
Auch der WX3 und davor schon der W2 konnten im Fernseheinsatz bewundert werden: Der WX3 hatte einen kurzen Auftritt in der Serie "Burkes Gesetz" (Episode 24: "Wer tötete den Automobilhersteller?", im Original "Who killed the motorcar Maverick?"), der W2 in "V" sowie in der ersten Episode ("License to Steele") der Serie Remington Steele, wo er als "Hunter Jet Star 6000" präsentiert wurde.
In dem Film „Der Killerparasit“ von 1982 wurde der W2 eingesetzt, um ein Fahrzeug des (damals zukünftigen) Jahres 1992 darzustellen.
Außerdem gab es einige Werbeauftritte der kalifornischen Flunder: Timex buchte ihn für eine ganzjährige Werbekampagne mit einigen TV-Spots, für die Firma Chemo-Design ("CD") stand er (beklebt mit Stylingfolie) auf der IAA und konnte so auch im Oktober 1983 bei Auto Becker in Düsseldorf bewundert werden, Blaupunkt nutzte den Wagen für diverse Messen (unter anderem war der Vector W2 auf der "Consumers´ Electronic Show" in Chicago ausgestellt) und der Kraftstoffhersteller Chevron zeigte den Vector in Silber in einem seiner Werbespots. Außerdem posierte der Vector für diverse Autopflegemittel verschiedener Hersteller sowie den Zigarettenhersteller "Winston". Der Reifenhersteller Bridgestone benutzte ebenfalls den Vector als imageträchtiges Zugpferd ("Sogar die schnellsten Rennwagen der Welt sind nicht schnell genug, um Bridgestone Reifen bis an die Leistungsgrenze zu testen.") und zeigte den WX-3 im Rennen gegen einen startenden Militärjet.
Des Weiteren erschien der Vector auf einer (sehr seltenen) Briefmarke der Republik Kongo, auf der er zusammen mit anderen Prototypen zu sehen ist: einem Porsche 959 von Luigi Colani, einer Designstudie des Lancia Stratos von Bertone und einem Lamborghini "Countach II", der dem späteren Diablo sehr ähnlich sieht.
Auf den Kinoplakaten des 1986 erschienenen Michael-Verhoeven-Films Killing Cars mit Jürgen Prochnow in der Hauptrolle wurde ein Vector W2 (mit leicht verfremdeten Scheinwerfern) abgebildet. Das im Film verwendete Fahrzeug hingegen sah dem Vector nur auf den ersten Blick ähnlich: Es handelte sich vielmehr um einen "Albar Sonic", ein Schweizer Kit-Car mit einem VW-Motor. Aufgrund der starken Ähnlichkeit des auf dem Werbeplakat verwendeten Fahrzeugs zum W2 reichte Wiegert im gleichen Jahr Klage gegen den Filmverleih ein, diese wurde aber nicht angenommen.
1984 wurde ein 1:43-Modell des W2 von "Provence Moulage" hergestellt, das aber nicht mehr erhältlich ist. Die Firma "Ricko" produzierte 2007 ein sehr detailliertes W8-Modell im Maßstab 1:18 in den Farben Schwarz und Rot. Hot Wheels produzierte 1992 einen violetten Avtech im kleineren Maßstab als Kinderspielzeug und auch auf dem Bahnsystem Darda durfte der Vector in sechs verschiedenen Farbvarianten (Modellreihe 1730) zeigen, wie schnell er sein kann. Mehrfach wurden Vector-Fahrzeuge auch in bekannten Videospielen und Rennsimulationen verwendet: Im 1999 von Sony Computer Entertainment veröffentlichten Videospiel Gran Turismo 2 für die Spielkonsole PlayStation konnte der Spieler wahlweise einen W8, einen M12 oder einen M12 LM (dessen Bezeichnung es in Wirklichkeit niemals gegeben hat, es handelte sich eigentlich um den M12 GT2) steuern. Auch in dem Spiel "Sports Car GT" von Electronic Arts stand der M12 GT2 von "American Spirit Racing" zur Auswahl. Sowohl ASR als auch Jon Lewis, einer der Fahrer und gleichzeitig Präsident des Rennteams, wurden in den Credits des Spiels dankend erwähnt.
Wiegert selbst war in Sachen Merchandise ebenfalls nicht untätig und bot von Anfang an T-Shirts (12,50 $), Poster (15 $), Polohemden (20 $) und eine Jacke (99,50 $) an, auf denen der Vector oder das Vector-Logo abgebildet waren. Später bekam diese Produktlinie eine eigene Bezeichnung und wurde "Vector America" genannt. Diese Kollektion umfasste ebenfalls diverse T-Shirts (15 $), Poster (10 $) und Poloshirts (40 bzw. 50 $), ebenso eine Lederjacke (270 $) sowie zusätzlich eine Armbanduhr (790 $), die alle mit dem Vector-Logo bzw. Abbildungen des W8 versehen waren, die Poster zuzüglich noch mit Gerald Wiegerts Unterschrift (Preise Stand 1981 bzw. 1992). Heute sind alle diese Artikel sehr seltene und dementsprechend gesuchte Sammlerstücke.

## Pressestimmen und Meinungen
„Heute ist die Vector-Aktie bereits 25 % über dem Einstandswert dotiert. Selbstverständlich wissen wir, dass es sich um eine hochspekulative Anlage handelt, aber unsere Kunden glauben an den soliden technologischen Background des Vector-Projekts - und an eine positive Kursentwicklung.“

„Der Vector ist eine scharfe Waffe im Kampf um die Wiederherstellung der amerikanischen Überlegenheit in Sachen Automobilbau.“

„Jerry Wiegert gibt vor, den schnellsten, aber vor allem sichersten Sportwagen der Welt zu bauen.“

„Niemand würde daran denken, einen taktischen Kampfjäger von einer Flugshow zu stehlen, selbst wenn alle Lichter ausgingen.“

„Der kommt auf das Cover meiner nächsten LP!“

„Der Vector W8 gilt in der Branche als eines der mutigsten Luxusprojekte und gleichermaßen als einer der größten Flops in der US-Autogeschichte.“

„If it had wings, it would fly.“

„Was am West-Washington Boulevard im kalifornischen Venice entsteht, ist wahrscheinlich das stärkste Automobil, das man auf herkömmlichen Straßen noch fahren kann. Sein Designer Gerald Wiegert hat sich in den Kopf gesetzt, das Auto der Superlative zu bauen.“

„Mit der Vector-Flunder ist es fast unmöglich, nicht mindestens doppelt so schnell zu reisen, wie von der Polizei erlaubt. Das in den meisten US-Staaten immer noch geltende Tempolimit von 112 km/h kann man problemlos schon im ersten Gang erreichen.“

„Hinter seinem überirdischen Äußeren verbirgt der Vector keine Weltraumtechnik. Er ist nach dem Prinzipien des Ford GT 40 und des McLaren der sechziger Jahre gebaut. Es ist ein Halb-Monocoque, eine Mittelzelle aus Aluminium, die den vorderen und hinteren Aufbau der Mechanik trägt.“

„Er kommt daher wie eine Requisite aus einem Batmanfilm. Der Vector W8 ist der schnellste amerikanische Sportwagen aller Zeiten. 600 PS und eine Höchstgeschwindigkeit von über 320 km/h wurden seit Anfang der 90er nicht überboten. Dieser Traum des perfekten Sportwagens ist so selten wie schön, denn die Verkaufszahlen des Vector W8 waren niederschmetternd.“

„Jerry Wiegerts Vector W2 hat eine Seite amerikanischer Geschichte geschrieben, Automobilgeschichte, Abteilung weltbeste GT, Absatz Schnelllebigkeit. Er hätte ein etwas gnädigeres Schicksal verdient, denn - mit einigen Jahren kostspieliger Entwicklungsarbeit - hätte er Europa zum Zittern bringen können. Ja, wenn Jerry ihn bloß mit einem Motor und einem Getriebe ähnlich denen des DeTomaso Pantera ausgerüstet hätte... Wir hätten vielleicht miterleben können, dass dieses Auto wirklich in Serie geht, und es ist ja nicht zu spät. So long Jerry.“

„Der Sportwagen-Sektor Amerikas wird von fremden Mächten besetzt gehalten. Die Konter-Attacken der großen US-Konzerne waren nur halbherzige Angriffe, nicht effektiv genug. Der Vector ist der taktische Militär-Düsenjäger für die Straße und mit fortschrittlicher Technologie vollgepumpt, um jede physikalische Opposition nachdrücklich und an jeder Front in die Knie zu zwingen.“